# Уранди
Уранди (порт. Urandi) — муниципалитет в Бразилии, входит в штат Баия. Составная часть мезорегиона Юго-центральная часть штата Баия. Входит в экономико-статистический микрорегион Гуанамби. Население составляет 15 882 человека на 2007 год. Занимает площадь 895,926 км². Плотность населения — 18,0 чел./км².
Праздник города — 12 октября.

## Статистика
- Валовой внутренний продукт на 2005 год составляет 45 796 mil реалов (данные: Бразильский институт географии и статистики).
- Валовой внутренний продукт на душу населения на 2003 год составляет 2258,75 реалов (данные: Бразильский институт географии и статистики).
- Индекс развития человеческого потенциала на 2000 год составляет 0,670 (данные: Программа развития ООН).

## География
Климат местности: тропический. В соответствии с классификацией Кёппена, климат относится к категории Aw.

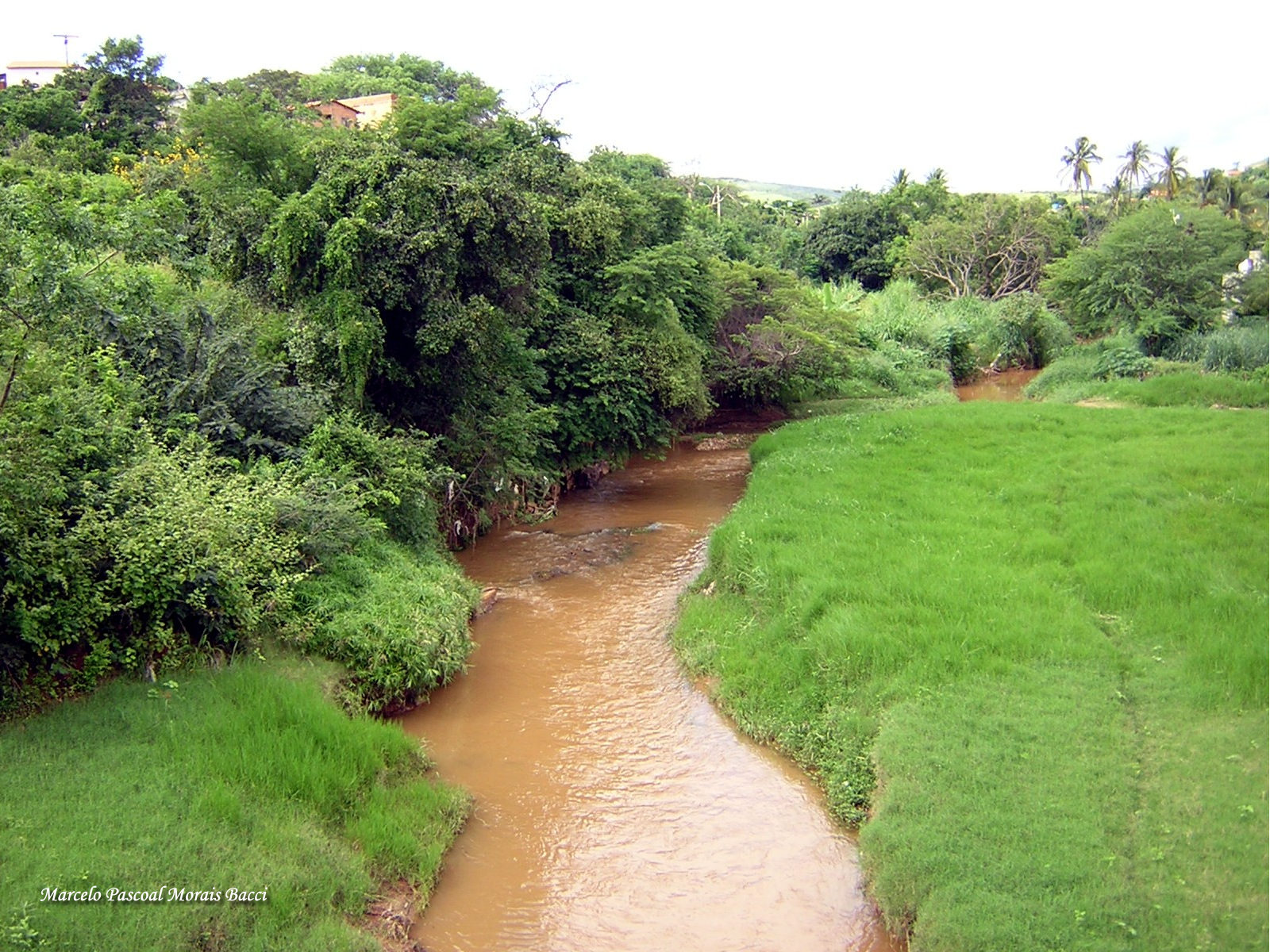

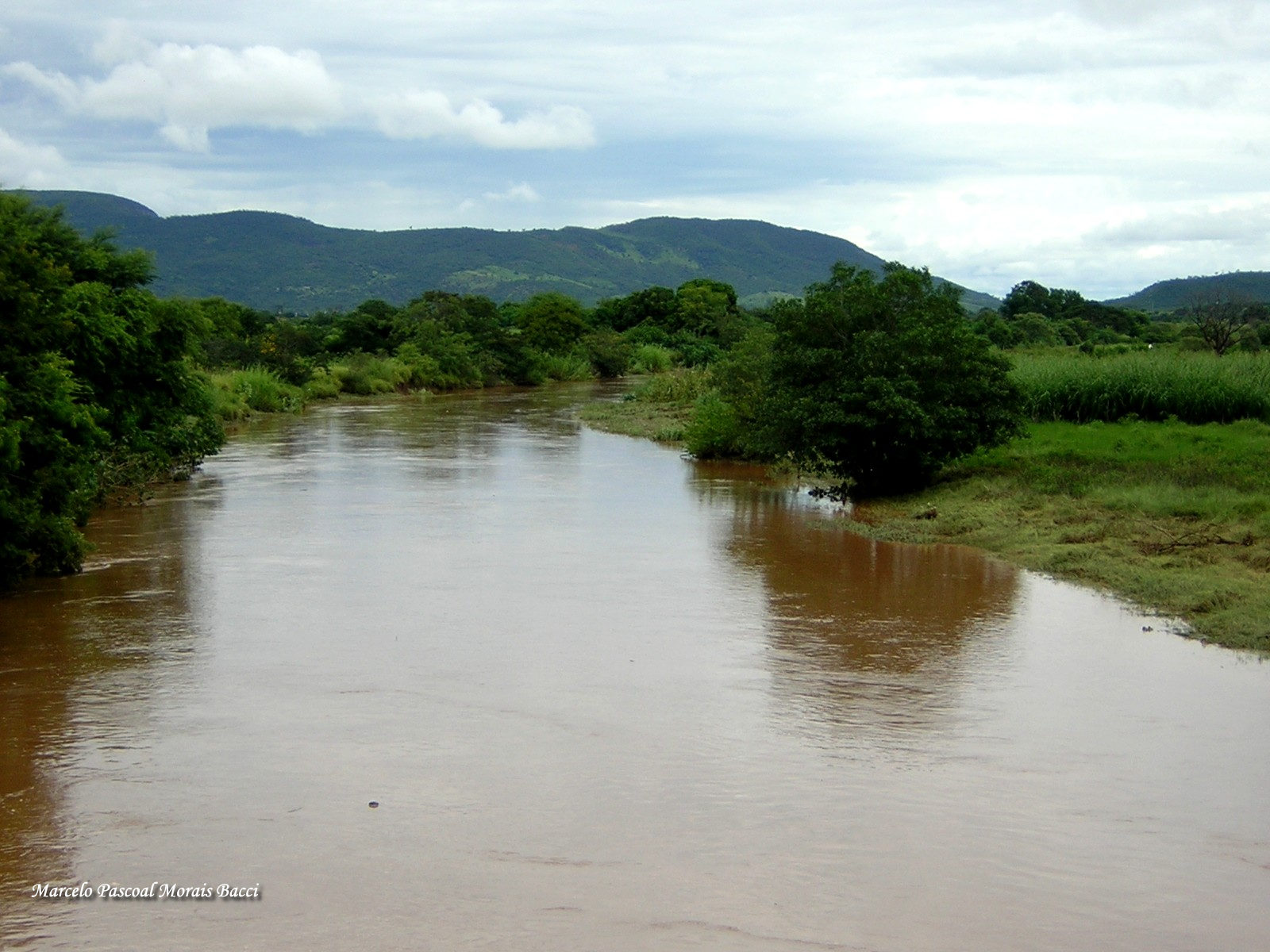